# Sjostedtiella rufescens
Sjostedtiella rufescens là một loài tò vò trong họ Ichneumonidae.